# Жак Оффенбах
Жак Оффенбах (фр. Jacques Offenbach, ім'я при народженні — Якоб (нім. Jacob), 20 червня 1819, Кельн — 5 жовтня 1880, Париж) — французький композитор, один з засновників класичної оперети.

## Життєпис
Народився в місті Кельн. Родина мешкала на вулиці Руде Клош, старовинна забудова якої давно знищена. Родина мала єврейське походження. Батька звали Єгуда Еберст. 1808 року він змінив своє прізвище на Оффенбах, за назвою міста, де народився, і це прізвище передав власним дітям. Батько співав у місцевій синагозі й був музикантом. Гри на музичних інструментах він навчав і власних синів. Якоб хлопчиком опановував скрипку.

### Захоплення віолончеллю
Незважаючи на скромну платню співака синагоги, батько купував музичні інструменти, серед його придбань була і віолончель. Маленькому тоді на зріст Якобу заборонили братися за великий інструмент. Але заборона батьків спрацювала як заохочення, хлопець зацікавився віолончеллю і потайки почав самостійно опановувати гру на ній. Таємниця не втрималась. Аби поліпшити матеріальні статки родини, батько створив тріо з власних синів і ті заробляли гроші музикою в дешевих кафе і їдальнях. Віолончель на роки стала улюбленим інструментом Оффенбаха.

### Рік у Паризькій консерваторії

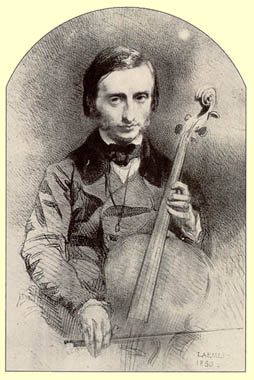
Молодий Оффенбах з віолончеллю.

Батько побажав дати музичну освіту Якобу, що виділявся здібностями серед синів. Місцем навчання обрали Париж, куди батько і вивіз 14-річного хлопця. Іспити були важкими, серед журі — був і тодішній директор Луїджі Керубіні. Він виніс вердикт, хлопець зі здібностями, але прийняти — неможливо, бо він — іноземець. Керубіні уславився тим, що не взяв у Паризьку консерваторію Ференца Ліста, оскільки він не був французом. А статут Паризької консерваторії того часу забороняв приймати навчатися іноземців.
Завдяки вмовлянням Оффенбаха-батька Керубіні, хоча був знаний своїми твердими принципами, пішов на порушення статуту консерваторії, тож Якоб усе-таки став її студентом. Але навчався в цьому закладі лише один рік (1833—1834). У парубка прорізався власний характер, до того ж йому були потрібні гроші, які він почав заробляти грою на віолончелі в паризьких салонах багатіїв, а також в різних паризьких театрах. Юнаком він навіть два роки пропрацював у престижному театрі Опера Комік віолончелістом. Недозвільні вибрики і жарти в оркестрі закінчувалися для Оффенбаха штрафами, через два роки його звільнили.

### Початок композиторської творчості
Якоба визнавали віртуозним віолончелістом, але він вже мріяв про кар'єру оперного композитора. У ці роки починають з'являтися його перші музичні твори — наприклад, «Біля моря» для віолончелі. Але кар'єра оперного композитора — не далась, бо парижани визнавали музику Оффенбаха вульгарною, а сюжети його опер — чудернацькими.

### Свій маленький театр
Аби не відриватись від театрів, він вирішив сам створити театр. І місцем для його розташування обрав Єлисейські поля. Саме там планували провести Всесвітню виставку-ярмарок 1855 року. Він розумів, що ледачі багатії шукатимуть легких розваг і музики. Так в тридцять шість років він заснував свій перший маленький театр Буф Парізьєн. Серед вистав цього театру — комедії, написані Оффенбахом («Останній паладін», «Двійка сліпців» з жартами і клоунадою). Оффенбах почав робити собі ім'я і як композитор, і як бізнесмен від театру.

### Театр Оффенбаха у пасажі
Світом середини і кінця XIX ст. покотилася хвиля створення універсальних магазинів і пасажів. В авангарді створення нових торговельних закладів — Франція, Сполучені Штати, Бельгія. Аби привабити покупців, пасажі поєднують під одним дахом магазини, склади, кафе, кімнати для чоловіків, поки жінки вештаються крамничками, перші туалети. Розроблені й стратегії довгого утримання відвідувачів в універсальних магазинах з родинами і дітьми, аби продати якомога більше товарів — від продуктів і модного одягу — до дрібниць. Оффенбах перевів театр Буф Парізьєн до пасажу, аби не відриватися від натовпу. Це пасаж Шуазель, що існує в Парижі й донині. Театр орієнтувався на середній клас. Бізнесмен Оффенбах став директором і бере великий кредит на ремонт і збільшення глядацької зали. Адже чим більше місць в театрі, тим більше грошей можна заробити, не сильно збільшуючи ціну на квитки. До того ж натовп у пасажі не вщухав днями. Серед перших комічних вистав на новому місці — «Орфей у пеклі». Вистава була довгою за часом і не одразу отримала успіх. Оффенбах скоротив твір, палко фантазував, перетворив Зевса на муху, яка, наприклад, домоглася прихильності Евридики. В аріях Зевса-мухи використані шиплячі звуки замість слів, що підсилювало комізм ситуацій. Сама вистава Оффенбаха — пародія на серйозну оперу і не перша переробка старого сюжету, відомого щонайменше триста років на той час.

### Стабілізація матеріального стану

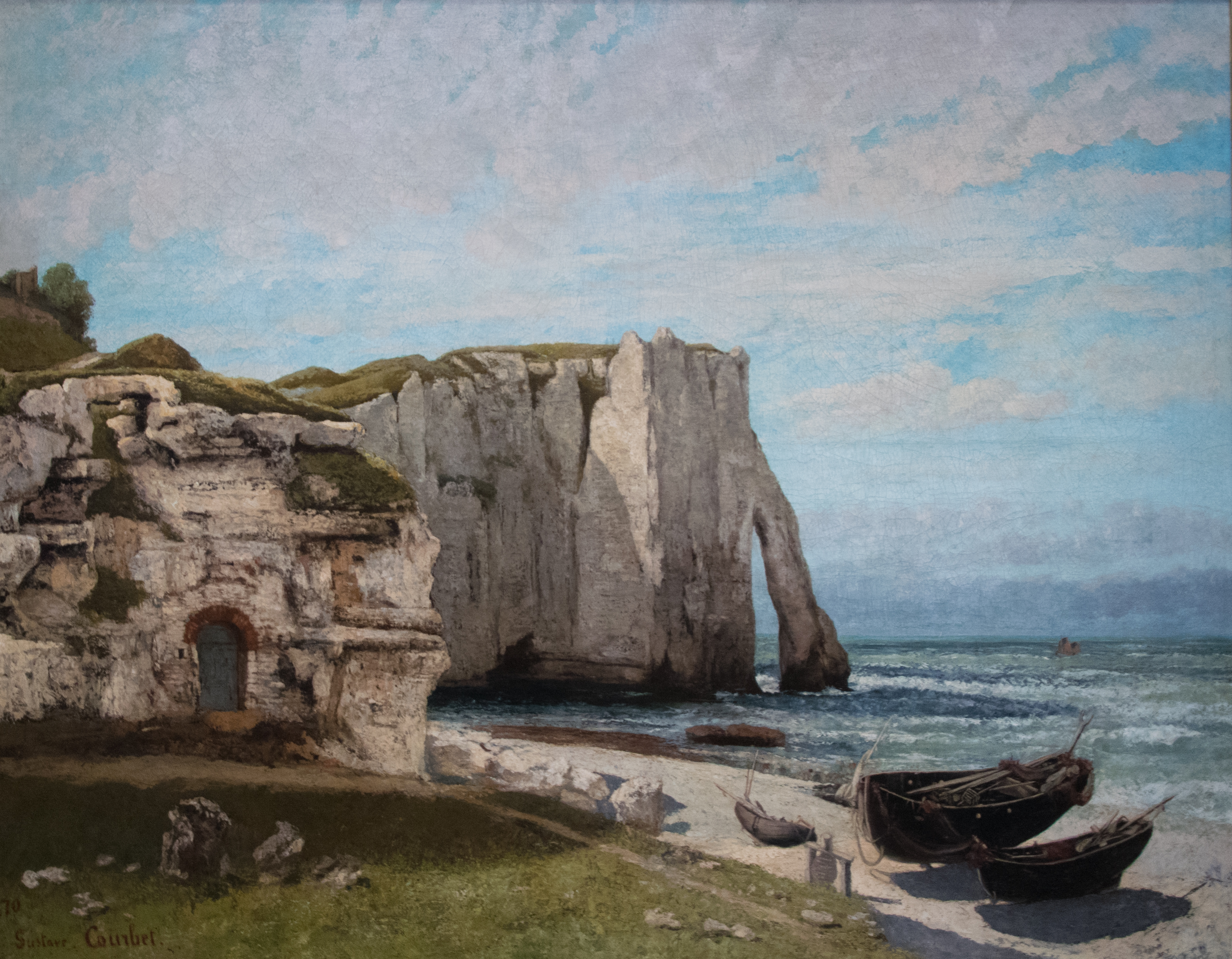
Густав Курбе. «Скелі в Етрета», 1870 р.

Він досяг успіху як композитор комічних вистав, згодом прийшла і стабілізація матеріального стану. За модними звичками родини зі статками, Оффенбахи будують власну кам'яну віллу в модному на той час Етрета́. Місцина і поселення розташовані на узбережжі поблизу мальовничих скель, які так полюбляли писати французькі і іноземні художники, серед яких Густав Курбе, Василь Полєнов, Клод Моне тощо.
Власники вілли і їхні гості розважалися, жартували, але Оффенбах працював чи доповнював, міняв, урізав власні твори. Серед жартівливих творів митця — «Пляжна кантата» з короткими жартівливими куплетами. Відзначив він і роковини власного шлюбу, що не завадило композиторові «полювати» на жінок і мати коханок.

### Співпрацівники

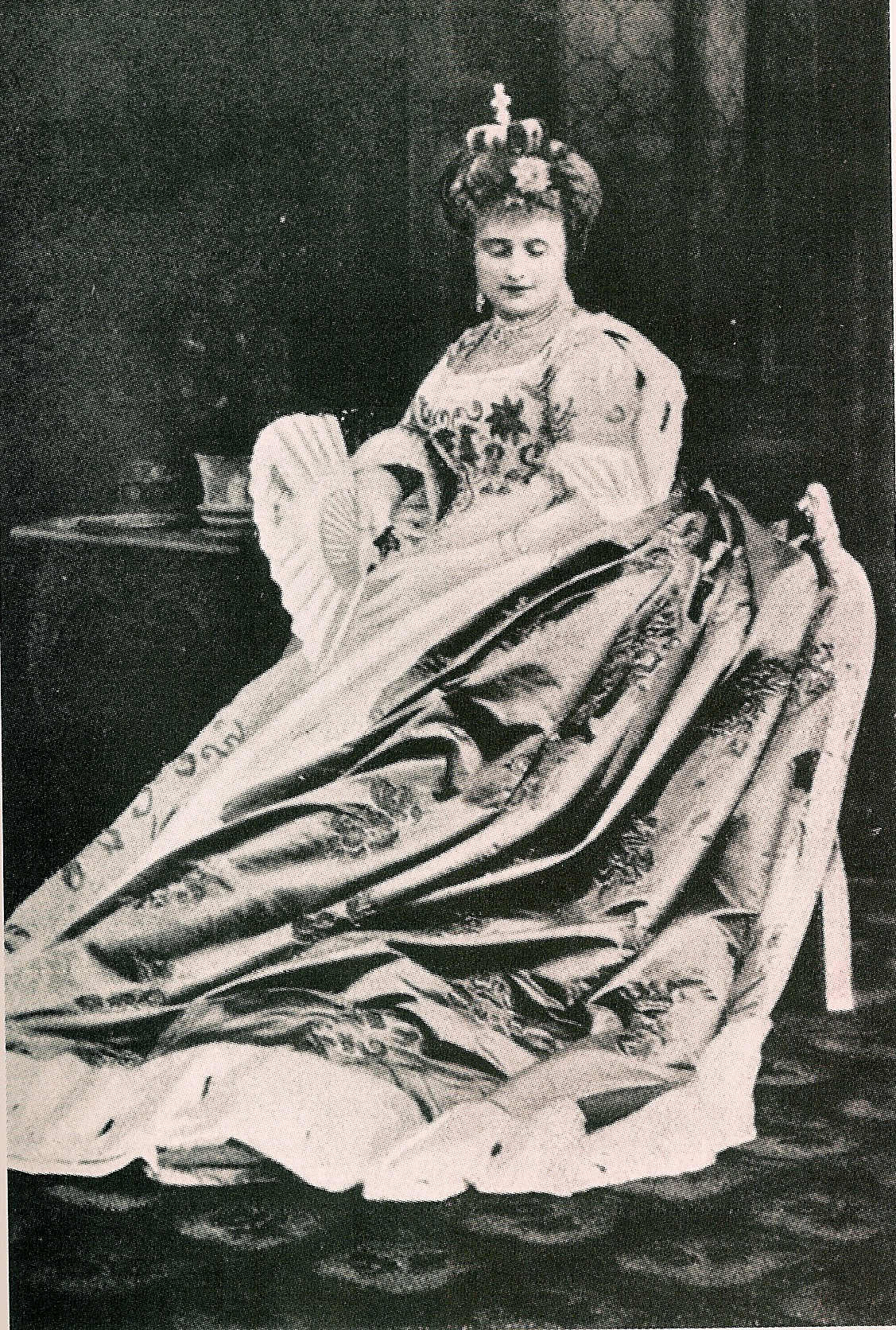
Співачка Гортензія Шнайдер

Одному директорові Буф Парізьєн важко (або зовсім неможливо) було б налагодити успішне театральне життя закладу. Навколо нього склався творчий гурток-квартет, в який входили:
- сам Оффенбах
- співачка Гортензія Шнайдер
- Людовік Галеві́
- Анрі Мелья́к (обидва лібретисти).

Ця четвірка забезпечила успіх творів 1860-з років, серед яких твори від «Прекрасної Єлени» до «Періколи». Відтепер оперети Оффенбаха починають ставити в різних театрах Парижа, Лондона і Відня. В опереті «Паризьке життя» Оффенбах відійшов від стародавніх сюжетів і звернувся до французької реальності.

### Хвороби і дивацтва
Він і раніше відрізнявся слабким здоров'ям. Лікарі виявили у нього ревматизм і порадили лікуватись на водах. Разом з театром він перебрався в німецьке містечко Бадемс, де термальні води. Оффенбах постійно мерз. Збережені карикатурі на нього, де його подають закутаним в хутро, такого, що несамовито волав, можливо, на акторів на репетиції. Відомі випадки, коли в запалі він ламав об фортепіано власну трость. На курорті він одягався як папуга. Його бачили то в незвичних капелюхах і шатах, то в червоних панталонах, в жовтих піджаках. Азартний Оффенбах постійно грав у рулетку і часто програвав. Але ставив власні твори в курортному курзалі й проводив репетиції.

### Франко-Прусська війна
Виїздам до Німеччини на курорт поклала край Французько-прусська війна. Розваг поменшало, з Парижа почався відтік забезпеченої публіки, головних відвідувачів театру Оффенбаха. Аби якось прожити, Оффенбах перейшов до фантастично-казкових вистав («Подорож на Місяць»). Потім були гастролі містами Сполучених Штатів.

### Сестра в США
До США емігрувала сестра Оффенбаха — Ізабелла, з якою він підтримував стосунки. Оффенбах відвідував сестру, що сприяло знайомству з його творами, комічними сценами і знахідками тамтешню публіку. Закладалися традиції комізму з їх метушнею, нісенітницями, пантомімою тощо. Всі ці риси розквітлі згодом у німому кіно, де мову і почуття персонажів передають метушня акторів, швидка міміка обличчя, рухи очима і кінцівками, надлишки гриму, чудернацькі ситуації і костюми тощо.

### Вистава «Казки Гофмана» і смерть
Особливе місце в творчому доробку композитора посіла некомічна вистава «Казки Гофмана». Він і раніше звертався до серйозних, некомічних жанрів, але всі вони проходили непоміченими, не мали успіху у парижан — «Ундіна», «Фантазія». Митець спохмурнів, і на сцену вивів не комічних Зевса, Еврідіку, Гелену, а Диявола. «Казки Гофмана» — в постановці Оффенбаха — моторошна вистава.
5 жовтня 1880 року він помер у Парижі на 61-му році життя.

## Родина
Аби стати своїм у Парижі, Оффенбах перейшов У католицизм і став Жаком. Жак Оффенбах узяв шлюб з шістнадцятирічною Ермінією де Алькен, дочкою з заможної родини. У родині народилося п'ятеро дітей, четверо доньок і один син.
У XX столітті жили французькі нащадки композитора (родина Бурадо́н).

## Твори композитора
Створив музику до понад 100 оперет, найвідоміші з яких
- «Орфей у пеклі» (1858, 2-а ред. 1874),
- «Міст Зітхань»
- «Прекрасна Гелена» (1864),
- «Синя Борода»,
- «Паризьке життя» (обидві останні — 1866),
- «Перікола» (1868),
- «Розбійники» (1869).

Ці твори відзначаються сатиричною спрямованістю, дотепністю та гумором, мелодійністю, витонченістю інструментовки. Ліричне обдаровання Оффенбаха особливо виявилося в його останньому творі — опері «Казки Гофмана» (1880).